# Polydesmus cruciator
Polydesmus cruciator är en mångfotingart som beskrevs av Karl Wilhelm Verhoeff 1907. Polydesmus cruciator ingår i släktet Polydesmus och familjen plattdubbelfotingar. Inga underarter finns listade i Catalogue of Life.